# 斯特凡纳·塞茹尔内
斯特凡纳·塞茹尔内（法語發音：[stefan seʒuʁne]；1985年3月26日—）是一位法国律师和复兴党的政治家，他自2024年起在总理加布里埃尔·阿塔尔政府中担任欧洲和外交部长。
他于2019年擔任欧洲议会議員，并于2021年至2024年领导自由派亲欧洲议会团体「复兴欧洲」他是埃马纽埃尔·马克龙部长任期内的顾问，并在2017年法国总统选舉期间为他提供建议。  2022年，他出任复兴党秘书长。2024年1月11日，接任法國外交部長。